# NGC 759
NGC 759 (другие обозначения — UGC 1440, MCG 6-5-67, ZWG 522.87, IRAS01548+3605, PGC 7397) — эллиптическая галактика (E) в созвездии Андромеда.
Этот объект входит в число перечисленных в оригинальной редакции «Нового общего каталога».
Путём спектральных и фотометрических исследований около центра галактики было обнаружено кольцо, состоящее из ионизированного газа, возбуждаемого излучением молодых массивных звёзд, а также из пыли. Оно имеет большую проекционную скорость вращения — ≈220 км/с. 
Также, путём 2D-декомпозиции, в NGC 759 найдена область с избыточной яркостью. Её границы почти круглые, а распределение яркости в ней хорошо соответствует двум экспоненциальным законам.
В галактике взорвалась сверхновая SN 2002fb.
Галактика NGC 759 входит в состав группы галактик NGC 669. Помимо NGC 759 в группу также входят ещё 34 галактик.